# Bollhusmötet

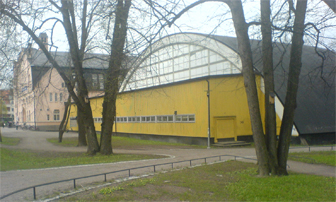
"Bollhuset" 2007, nuvarande Svandammshallarna.

Bollhusmötet arrangerades av studentkåren vid Uppsala universitet den 17 februari 1939, i den då nybyggda Tennishallen kallad "Bollhuset". En majoritet av de närvarande studenterna protesterade mot att Sverige skulle ta emot tio tysk-judiska flyktingar, samtliga läkare, från Nazityskland. Dessa ansågs hota studenternas framtida arbetsmarknad. 

## Bakgrund
Mötet hade sin bakgrund i vissa uppgifter som cirkulerat i pressen om att Medicinalstyrelsen, med regeringens goda minne, planerade att bjuda in 10–20 tysk-judiska specialistläkare till landet. Mot detta protesterade delar av läkarkåren, och hänvisade till arbetslöshet bland främst yngre läkare. Delar av den högerextrema opinionen i landet var snabba att utnyttja tillfället och arrangerade flera demonstrationer och opinionsmöten, främst vid universitet och högskolor.

## Mötet
Bollhusmötet, som det kallades i Upsala Nya Tidning dagen efter, varade mellan 19.30 och 00.30. Tjugotre talare från studenthåll avlöste varandra i talarstolen (och förutom dessa hölls också ett inledande anförande om "flyktingsituationen i landet" av den speciellt inbjudne chefen för Socialstyrelsens utlänningsbyrå, Kurt Bergström). Sju av dessa talare representerade olika högerextrema organisationer, som Sveriges nationella förbund och det nazistiska Svensk socialistisk samling. Sju andra representerade föreningar som tvärtom tagit flyktingarnas parti, som Laboremus, Verdandi och olika kristna organisationer. Alla talarna var män med ett undantag: Karin Westman Berg, senare litteraturvetare vid Uppsala universitet, som höll en appell för flyktingarnas sak. 
Från början hade mötet samlat 1 500 studenter (cirka en tredjedel av stadens samtliga studerande), men när man kommit fram till omröstning fanns bara cirka 900 kvar i salen. Röstsiffrorna utföll med 548 röster för och 349 mot att Studentkåren skulle anta en protest mot den judiska invandringen enligt nedanstående formulering:
| ”                                                                                               | I anledning av problemet angående invandringen till Sverige av intellektuella flyktingar, vilket i dessa dagar ytterligare aktualiserats, vilja Uppsala studenter, församlade till allmän sammankomst, till Konungen framföra en underdånig anhållan, att den akademiska ungdomens framtida existensmöjligheter icke måtte äventyras genom att främmande intellektuell arbetskraft placera på poster, som kunna besättas med välmeriterade svenska män och kvinnor. Med stigande oro följa Uppsala studenter utvecklingen. Det synes oss i detta läge vara en rätt och en plikt att som vår mening uttala, att den naturliga medkänslan med andras lidanden icke bör få leda till åtgärder, som för Sveriges del måste skapa hittills okända problem av ödesdiger art. | „ |
| Svenska Dagbladet 18 februari 1939, "Uppsala studenter protestera mot intellektuell invandring" | |   |

Studentkårens direktion hade föreslagit en kompletterande passus med inledningen "Väl förstå vi flyktingarnas svåra läge och anse, att Sverige ej bör undandra sig sin andel i hjälparbetet ..." men detta fick ej gehör på mötet.

## Debatt 2006–2007 om händelsen
Föreningen Heimdal presenterade den 5 maj 2006 en utredning av händelsen gjord på uppdrag av styrelsen. Utredningen påstod att "Heimdal felaktigt pekats ut som antisemitiskt under slutet av 1930-talet och att det var enskilda styrelsemedlemmar som uttalade sig mot judisk invandring". Denna slutsats ifrågasattes av Ola Larsmo i en intervju samma dag, samt i en debattartikel två dagar senare där han skriver att "föreningen fortsätter att bagatellisera sin egen historia". I boken Djävulssonaten utgiven 2007 utvecklar sedan Larsmo denna ståndpunkt och vad som föregick under mötet.